# 松山貞義
松山 貞義（1155年 - 1203年）は、鎌倉時代の御家人。佐竹氏2代目当主の佐竹隆義の五男松山義房の嫡男で、松山貞綱の祖父。

## 人物
成人して、松山氏の当主として清和源氏惣領家の源頼朝挙兵に際しては兵30騎を率いて馳せ参じた。
妻の実家である宇都宮氏の後押しもあり、常陸国多賀郡松山荘（現在の茨城県日立市）の地頭となり帯刀先生に任じられた。
同時に松山帯刀冠者と称して佐竹惣領家から独立した御家人として鎌倉幕府に仕官する。1203年鎌倉に卒去した。享年49。